# Antechinomys
Antechinomys is een geslacht van buideldieren uit de familie der echte roofbuideldieren (Dasyuridae). De wetenschappelijke naam van het geslacht werd in 1867 gepubliceerd door Gerard Krefft.

## Soorten
Er worden 2 soorten in dit geslacht geplaatst:
- Antechinomys laniger (Gould, 1856) – Australische buidelspringmuis
- Antechinomys longicaudatus (Spencer, 1909)

Tot 2023 werd dit geslacht als monotypisch taxon gerekend, met als enige soort de Australische buidelspringmuis (A. laniger), maar uit onderzoek bleek dat de soort, tot dan bekend als Sminthopsis longicaudata, ook in dit geslacht thuishoorde.